# Tera (langue)
Le tera est une langue tchadique parlée au Nigeria.

## Écriture
Un alphabet tera est développé dans les années 1930 par les missionnaires. En 2004, un comité de la langue tera réforme l’orthographe.
| a  | aa | b | ɓ  | ɓy | ch  | d   | dl | ɗ | ɗy | e | ee | f | g | gh | ghy | gw | h | i  | ii | j | k  | kh | khy | kw | l  | m |
| mb | my | n | nd | ng | ngg | ngw | ny | o | oo | p | q  | r | s | sh | t   | tl | u | uu | u̱  | v | vy | w  | y   | z  | zh |   |